# Ярнсакса
Ярнсакса (на старонорвежки: Járnsaxa, „железен сакс“) е персонаж от скандинавската митология, великанка от племето на йотуните.
Според Младата Еда на Снуре Стурлусон съжителства с бог Тор и е майка на сина му Магни.
В поемата Хиндлульод (Hyndluljóð) от Старата Еда, Ярнсакса е представена като една от деветте дъщери на Егир и Ран, които са и деветте майки на бог Хаймдал.
През 2006 г. е открит естествения спътник на планетата Сатурн S/2006 S 6, който по-късно е наречен на нейно име.